# Palacio de Oldemburgo

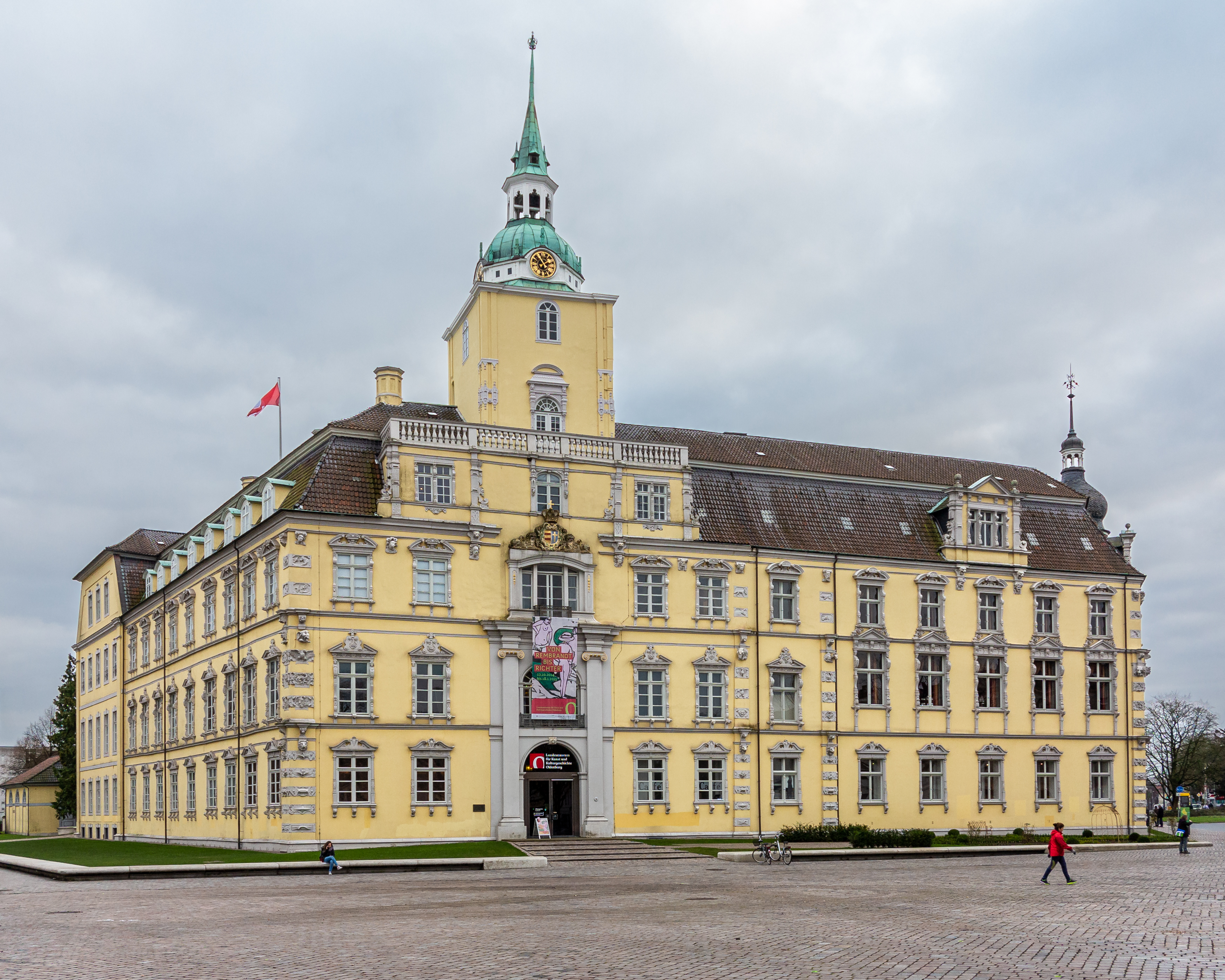
Palacio de Oldemburgo.

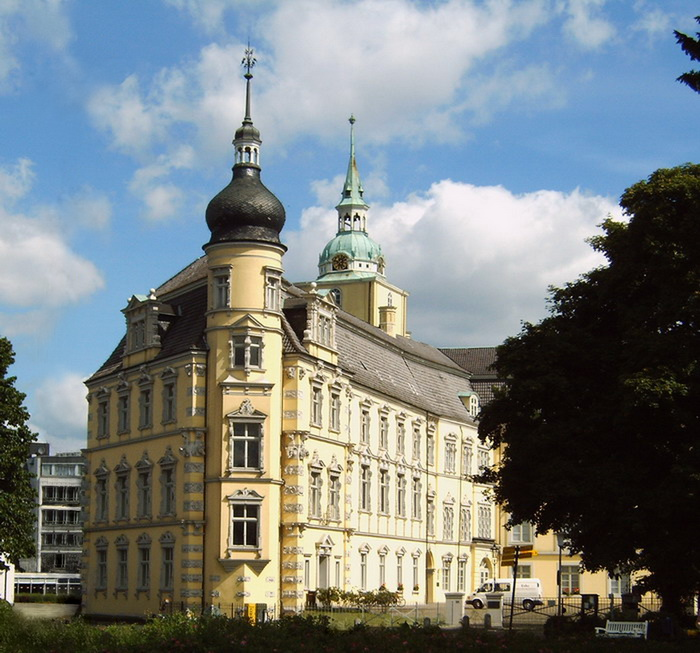
Palacio de Oldemburgo, ala oeste.

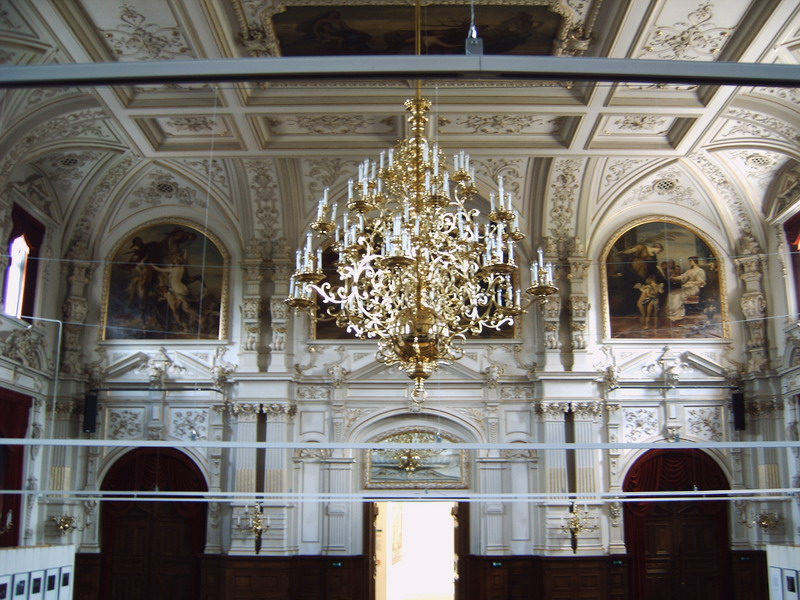
Salón principal del palacio.

El palacio de Oldemburgo (en alemán: Schloss Oldenburg) es una residencia palaciega erigida en la ciudad de Oldemburgo, en el actual estado federado de Baja Sajonia, Alemania. Era la antigua residencia de los condes (1667-1785), duques (1785-1815) y grandes duques (1815-1918) de Oldemburgo.
El edificio alberga ahora parte del Museo del Estado de Arte e Historia Cultural de Baja Sajonia, especialmente sus exposiciones de artes decorativas e historia local, así como algunas pinturas de grandes maestros antiguos. Inmediatamente en las afueras del palacio al norte y oeste se halla la Plaza del Palacio (Schlossplatz). Frente a él, al norte, está el centro comercial Schlosshöfe, abierto en 2011. Hacia el sur se encuentran el Prinzenpalais y el Augusteum, también parte del Museo del Estado de Arte e Historia Cultural. Al sudeste se levanta el Palacio de Isabel Ana (Elisabeth-Anna-Palais), adyacente al Jardín del Palacio (Schlossgarten Oldenburg), el principal parque público en Oldemburgo.

## Historia
El primer castillo medieval fue construido en este sitio por los condes de Oldemburgo en 1100 para controlar las rutas comerciales de Westfalia a la Frisia Oriental. En el siglo XV, el castillo llano estaba rodeado por un foso, que lo transformó en un castillo rodeado de agua. Numerosos edificios residenciales y domésticos aparecieron en su pequeño territorio, en el que, en 1600, vivían unas 350 personas.
El nuevo palacio de piedra fue construido por orden de Antonio Gunter, conde de Oldemburgo en 1607-1667. Los arquitectos tomaron como modelo el palacio renacentista. El primer constructor del palacio fue el alemán Anton Reinhard, a quien sucedió el italiano Andrea Spezza, quien supervisó el proyecto desde 1609 hasta 1615. La fachada renacentista fue diseñada por el escultor Ludwig Münstermann. El diseño artístico de los interiores del palacio fue confiado a Johann Kirchring el Joven. Sin embargo, debido a la Guerra de los Treinta Años, el proyecto no se llevó a cabo por completo.
Después de la muerte del conde Antonio Gunter sin heredero legítimo, la mayoría de sus posesiones fueron heredadas por la familia real danesa, que lo poseerán durante más de cien años, y el palacio se convirtió en la sede del gobernador danés. En el siglo XVIII, los últimos edificios del castillo medieval fueron demolidos debido al deterioro; luego se llenó el foso. En 1744, se añadió el edificio de la oficina del gobernador, que se denominó «ala de la Oficina». En 1775, se agregó otro al edificio principal del conde Antonio Gunter, obra del arquitecto Georg Greggenhofer, para ser la residencia del gobernador danés Friedrich Löfven, el conde Holmer, por lo que se denominó «ala Holme». Desde 1773 hasta 1918, fue la residencia de los duques de Oldemburgo de la casa Holstein-Gottorp.
En 1773, la familia Holstein-Gottorf tomó el control sobre el recientemente creado ducado de Oldemburgo, control que ejerció hasta 1860. Ese mismo año, el gran duque Nicolás Pedro Federico (1827-1900) se trasladó al aledaño Prinzenpalais.
En 1817, por orden del duque Pedro I, el arquitecto Heinrich Karl Slevogt diseñó los interiores del palacio al estilo del clasicismo. Al mismo tiempo, construyó un ala para la biblioteca y la cocina de la corte y dos cocheras. El ala que construyó se incendió en 1913, pero fue inmediatamente restaurada a su forma original.
Para 1894, el palacio era la residencia del Gran Duque heredero Federico Augusto (1852-1931). El «ala de la Oficina» fue demolida debido al deterioro. En su lugar, el arquitecto Ludwig Fries erigió, a partir de un diseño del arquitecto Ludwig Klingenberg, una nueva ampliación en el espíritu del historicismo entonces de moda, cuyo centro fue una gran sala de estilo neorrenacentista con plafones creados por el artista Arthur Fitger.
Tras la Revolución de Noviembre de 1918, Federico Augusto abdicó como gran duque reinante y la familia perdió el palacio. En 1919-1920, el gobierno del Estado Libre de Oldemburgo lo destinó a Museo Estatal de Oldemburgo (Landesmuseum Oldenburg,  ahora Museo de Arte e Historia Cultural de Baja Sajonia), que se abrió al público en 1923. Fue transferido a propiedad pública en 1923.